# عملية الزعفرانة
عملية الزعفرانة أو حادثة الزعفرانة، أو عملية رافيف (بالعبرية: מבצע רביב) أي عملية الرذاذ، والمعروفة أيضاً باسم حرب العشر ساعات، كانت غارة شنها الجيش الإسرائيلي على ساحل البحر الأحمر في مصر خلال حرب الاستنزاف في 9 سبتمبر 1969. عدت العملية الهجوم البري الرئيسي الوحيد الذي شنه الجيش الإسرائيلي على الأراضي المصرية طوال فترة الحرب. وشهدت تخفي القوات الإسرائيلية مموهة كقوات مصرية باستخدام المدرعات العربية المستولى عليها خلال حرب 67.

## خلفية تاريخية
مع احتدام حرب الاستنزاف على طول قناة السويس في صيف 1969، وفي مارس تحديداً، كان الجيش الإسرائيلي مجبراً على التعامل مع ميزة التفوق العددي والمدفعي للجيش المصري، بدأ الجيش الإسرائيلي في اتخاذ إجراءات هجومية على طول قناة السويس وداخل العمق المصري عبر شن سلسلة من الغارات الجوية، التي هدفت إسرائيل من خلالها، إلى دفع القتال نحو الأراضي المصرية، مستغلة تفوقها الجوي، لإجبار المصريين على توزيع قواتهم وإصابتهم بخسائر تكتيكية ومعنوية.
صعٌد الجيش الإسرائيلي استخدام القدرات الهجومية القوية لقواته الجوية التي وظّفها «كمدفعية طائرة» خلال عملية بوكسر، بجانب استخدامه قدرات شايطيت 13 في غارتي الجزيرة الخضراء والأدبية. لكن هذه العمليات كانت تحت تهديد التحسن المستمر في قدرات الدفاع الجوي المصري مما أدى إلى تقييد حرية عمل الطيران الإسرائيلي. علاوة على ذلك، لم تكن الطبيعة الثابتة للحرب تشمل جميع قدرات إسرائيل، بما في ذلك عدم استخدامها لقواتها البرية المتفوقة حركياً. ولذلك اعتمدت إسرائيل على سياسة وصفت بأنها «تصعيد مؤقت لإنهاء التصعيد نهائياً»، وبناء على ذلك، بدأ سلاح المدرعات والبحرية الإسرائيلية في البحث عن حل قائم على عملية إنزال قوة مدرعة جنوب السويس على ساحل البحر الأحمر. بحيث تُنقل المعركة إلى الجانب المصري مما سيحرك القوات المصرية من منطقة قناة السويس إلى الجنوب وحينها ستقصف إسرائيل الدفاعات الجوية على طول الجناح المصري المكشوف.
قررت قيادة الجيش الإسرائيلي الاعتماد على عنصر المفاجأة وتفوقها الجوي الذي تتمتع به للمضي قدماً في هذه العملية، إلى جانب عنصر الخداع. كان الجيش الإسرائيلي قد استولى على كمية هائلة من الغنائم من ضمنها عدد كبير من الدبابات وناقلات الجنود المدرعة السوفيتية الصنع، خلال حرب 67، بما في ذلك دبابات تي-55 (التي عُدِلت لتخدم في الجيش الإسرائيلي باسم «تيران 5») وناقلات جنود مدرعة طراز بي تي آر-50. استُخدمت هذه المعدات استخدمت ضمن عملية الخداع بحيث ظنّ من رآها أنها قوات مدرعة مصرية.

## أهداف العملية وأساليب تنفيذها
شملت أهداف العملية ومراحل تنفيذها، كما قُدمت أثناء التخطيط لها في نهاية أغسطس، الآتي:
- غارة برمائية على ساحل خليج السويس ليلاً.
- التحرك نهاراً على طول الطريق الساحلي من الشمال إلى الجنوب.
- استهداف قوات الجيش المصري في المنطقة (المشاة والمدرعات والمنشآت).
- إخلاء سريع للقوات عقب العملية.

جرى التأكيد خلال التخطيط للعملية على أن تنفيذها سوف يستند إلى استخدام القوة المدرعة حصرياً وعلى تجنب الخسائر والإصابات غير الضرورية بين القوات المتقدمة. تمثل ذلك في إطلاق النار من مدى بعيد، فضلاً عن حظر خروج الأفراد من المركبات المدرعة. وهكذا وخلال تقديم خطط العملية إلى رئيس الأركان الإسرائيلي في 4 سبتمبر، جرت صياغة المسودة النهائية حول جوهر العملية الذي سوف يستند على القوة المدرعة، خاصة مع اعتقاد رئيس الأركان أن الخطر الرئيسي خلال الغارة يكمن في القوات المصرية المدرعة بالمنطقة. لذلك، صدرت تعليمات لأفراد المشاة المشاركين بالتحرك خلف الدبابات والمساعدة في القضاء على العقبات والتهديدات التي لا تستطيع القوات المدرعة مواجهتها، مثل جنود المشاة المصريين المتواجدين في المدى القريب جداً من القوة المدرعة.

## القوات المشاركة في العملية

### الجيش الإسرائيلي
قوات الإنزال
- 6 دبابات تي-55 (تيران-5) من اللواء الثامن المدرع. اُختيرت هذه الدبابات بسبب وزنها الخفيف ولأنها عاملة في الجيش المصري، كما سبق واختير أطقمها من متدربي دبابات فئة تيران من مركز التدريب الوطني (מל"י 500) برتبة ضباط، وأوكل يعقوب لابيدوت لقيادة القوة المدرعة.[1]
- 3 ناقلات جنود مدرعة بي تي آر-50 من الوحدة 88 المدرعة «دوف لابان» التابعة للواء الثامن وجنود من سرية الاستطلاع السابعة التابعة للواء السابع مدرع، مدعومين بجنود من لواء المظليين وبعض مقاتلي سييرت متكال الناطقين بالعربية، بقيادة شلومو باوم، بينما تولى عوزي بن إسحاق قيادة المظليين.[1]
- 3 سفن إنزال بحري فئة نتاكيم بطول 36 متر من الفوج البحري "شايطيت 11"[2] هي: عصيون جابر، قيصرية وشيكمونا.(1) بُنيّت هذه السفن في أحواض بناء سفن إسرائيلية ونُقلّت براً إلى ميناء إيلات.

قوات تأمين رأس الشاطئ:
- جنود شايطيت 13 والوحدة 707 محمولين في قوارب مطاطية تحت قيادة شاؤول سيلا.[3]
- إسناد جوي من طائرات سكاي هوك من السرب 109.
- يؤمن سلاح المدفعية التغطية على القوات المهاجمة ببطاريات مدفعية 130 ملم طويلة المدى.[4][5]

### القوات المصرية
كان الموقع المستهدف عبارة عن شريط ضيق من الأرض يجاوره طريق ضيق وحيد. والقوات المصرية الموجودة في تلك المنطقة محدودة، فالحاجز الطبيعي لخليج السويس أدى إلى تقليل فرصة حدوث اشتباك بري في هذا القطاع. لذلك، تشكل توزيع القوات المصرية في المنطقة من قوات الدفاع الجوي والبحري حصرياً.
- تواجدت 25 نقطة حراسة مأهولة على طول الساحل، مع تحرك الدوريات المصرية باستمرار. وكانت قوات الدفاع الجوي في المواقع المضادة للطائرات مجهزة بأسلحة خفيفة فقط، ومدى أسلحتها المضادة للدبابات (آر بي جي) يقتصر على 300 متر.
- تمركزت قوة لواء مدرع كبيرة عند رأس السادات على بعد حوالي 35 كم شمال نقطة الإنزال المخطط لها.[4] ومع ذلك، فإن المحور الضيق الوحيد المؤدي إلى جنوب منطقة العمليات جعل هذه القوة منعزلة.
- تمركزت كتيبة مدرعة مصرية جنوب نقطة الإنزال المحددة بالقرب من رأس الزعفرانة، كانت غير معروفة للمهاجمين.
- زورقا طوربيد فئة (بي-4) في القاعدة البحرية برأس السادات، شمال نقطة الإنزال.

## تخطيط العملية
جاء تخطيط العملية عبر عمل مشترك بين سلاح المدرعات، بقيادة اللواء أفراهام أدان (باران) وسلاح البحرية، بقيادة نائب الأدميرال أفراهام بوتسر. وشُكلّت قوة عمل مُخصصة للغارة، مكونة من قوات لوحدات مختلفة. كلف قائد العملية العقيد يوري بار-أون، قائد اللواء 875، المُقدم باروخ هاريل (بينكو)، الذي كان نائب قائد اللواء الثامن، بقيادة اللواء الرابع عشر، الذي وضع خطة هذه العملية. وانتدبّ الرائد شلومو باوم، قائد الفصيلة السابعة نائباً له. وأسندت مهمة قيادة قوة الدبابات، المشاركة في العملية، إلى يعقوب لابيدوت. تدربت هذه القوة لمدة 6 أسابيع تقريباً استعداداً للعملية.
نُقلت الدبابات وناقلات الجنود المدرعة في الظلام لتجنب كشفها إلى نقطة الانطلاق في رأس سدر في الأسبوع الذي سبق العملية، حيث موٌهت بشعارات وطُليت بلون الرمال الأصفر المشابه لتمويه الدبابات المصرية. (كجزء من خطة الخداع)، كما جُهزّت الدبابات بالذخيرة اللازمة وبوقود احتياطي. كانت أطقم من مدرسة مدرعات الجيش الإسرائيلي هي من تقود الدبابات وكان كل دبابة يقودها ضابط. وزودت القوة بجنود مشاة من سرية الاستطلاع التابعة للواء المدرع السابع، كما عُززت بجنود يتحدثون اللغة العربية من سييرت متكال. وكان من المقرر أن تعبر هذه القوات خليج السويس باستخدام سفن الإنزال التابعة للفوج 11 البحري وأوكل لأفراد الكوماندوز البحري شايطيت 13 مهمة تأمينها. بينما كُلفّ مقاتلين الوحدة 707، وحدة العمل تحت الماء التابعة للبحرية، بتأمين أعمال الإنزال والانسحاب إلى الشاطيء والتي سبق وأن تدربوا عليها. واستلم أفراد المشاة للقوة المهاجمة زياً عسكرياً للجيش المصري إمعاناً في عملية الخداع.

## عملية إسكورت

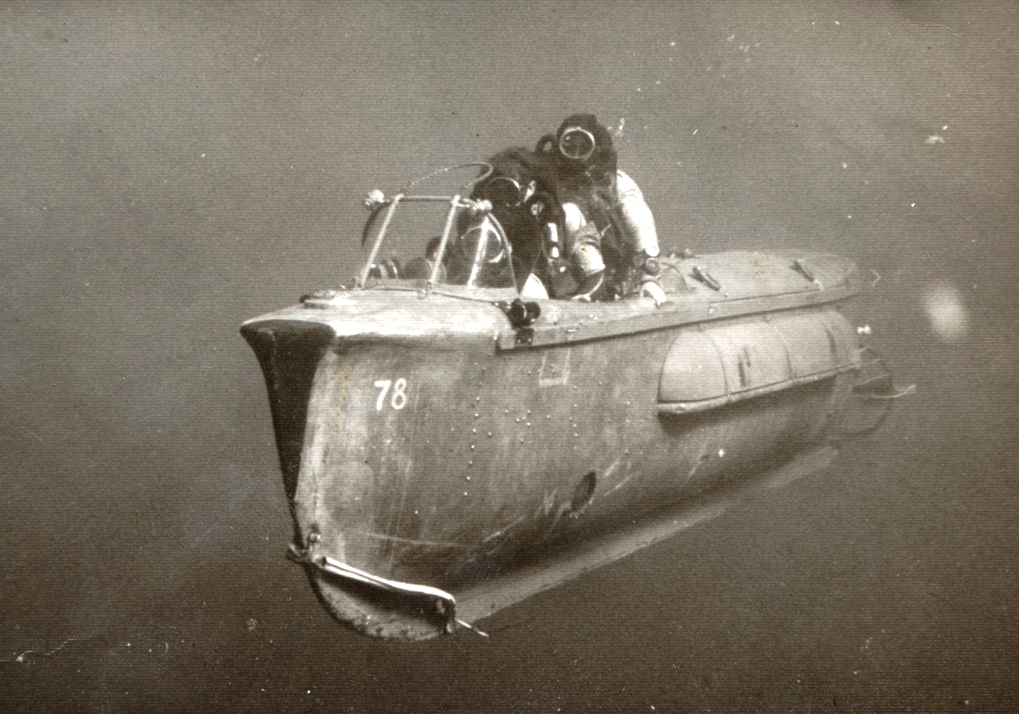
"الخنزيرة" غواصة إسرائيلية قزمية، 1967

عقب الغارة الإسرائيلية على الجزيرة الخضراء وعملية بولموس 5 في لسان الأدبية، حينما شنّ الجيش الإسرائيلي هجمات ضد أهداف للجيش المصري في خليج السويس، نقلت مصر زورقي طوربيد فئة بي-4 من القاعدة البحرية في الغردقة إلى شمال خليج السويس برأس السادات، لعمل دوريات بحرية في المنطقة. وكان بمقدور هذه الزوارق السريعة نسبياً استهداف سفن عملية الإنزال الإسرائيلية البطيئة التي تحمل القوة المدرعة. لذلك، تقرر القيام بعملية فرعية عرفت باسم عملية إسكورت (بالعبرية: מבצע אסקורט) كان هدفها تحييد زورقي الطوربيد لمنع تدخلهما في عملية الإنزال، عبر عملية بحرية سرية بدلاً من استخدام القوات الجوية الإسرائيلية، لتجنب حدوث تصعيد محتمل في المنطقة قد يحدث عقب أي هجوم جوي. وقد أوكلت مهمة إغراق زورقي الطوربيد إلى عناصر الكوماندوز البحري شايطيت 13 تحت قيادة زئيف ألموغ. كان لإغرق الزورقين هدف مزدوج: ضمان عدم تدخلهما في إعاقة القوات المهاجمة وصرف أنظار المصريين بعيداً عن نقطة الإنزال نحو شمال المنطقة.
حيث تقرر أن ينسف ثمانية عناصر من شايطيت 13 زورقي الطوربيد بوضع ألغام زمنية لاصقة أسفل منهما، مما سيسمح بوقت مناسب لانسحاب آمن. وفي ليلة 5 سبتمبر 1969، جرت أول محاولة لإغراق الزورقين، لكنهما كانا قد غادرا الميناء في إحدى الدوريات، وخشت القوات الإسرائيلية من اكتشاف أمرها فتراجعت.
وفي ليلة 9 سبتمبر، أغار جنود شايطيت 13 مجدداً على زورقي الطوربيد بينما يرسيان في ميناء رأس السادات جنوب السويس. حيث وصل ثمانية عناصر من شايطيت 13 إلى الميناء مستخدمين غواصات قزمية صغيرة إيطالية الصنع وأغرقوا الزورقين باستخدام ألغام لاصقة. وعلى الرغم من نجاح العملية، إلا أنه أثناء انسحاب القوة المغيرة انفجرت إحدى غواصاتهم ذات خاصية التدمير الذاتي. (ربما بسبب تسرب المياه إلى جهاز التدمير الذاتي) وتلك الغواصات الإسرائيلية مزودة بهذه الخاصية حتى تنفجر في حال أسرها المصريون. وقد قُتل خلال الانفجار الملازم شلومو إيشيل والرقيب عوديد نير والرائد رافي مالكا. بينما كان الناجي الوحيد هو آريه إسحاق (آريو)، الذي كان يقود الغواصة والذي رصدته مروحية سوبر فريلون وهو يسبح بعد فترة طويلة، بينما يسحب خلفه جثث القتلى الثلاثة.

## مجريات العملية
في ليلة الثامن من سبتمبر، الساعة العاشرة مساءً، حُمّلت القوة المدرعة في رأس سدر في ثلاث سفن إنزال بحري، بواقع دبابتين وناقلة جنود مدرعة واحدة لكل سفينة. وفي نفس الليلة، أبحرت قوات المشاة إلى الساحل الغربي لخليج السويس، المؤمّن من قبل شايطيت 13 والوحدة 707، الذين أبحروا بجانبهم في قوارب مطاطية. وأمّنت قوات الكوماندوز البحرية نقطة الإنزال، عند الحافر بمنطقة الدير، على بعد حوالي 40 كم جنوب مدينة السويس و20 كم جنوب مرسى رأس السادات محملة بوقود وذخيرة إضافية.

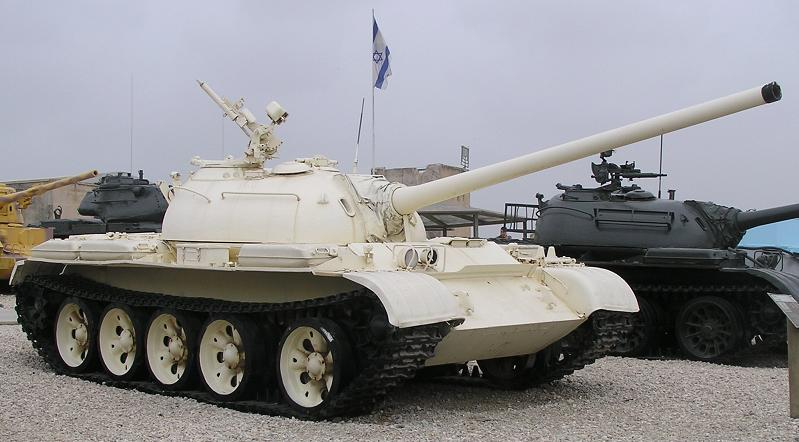
دبابة تي-55 مطلية بلون الدبابات المصرية، بمتحف الدبابات ياد لا شيريون، اللطرون

حطت القوة الإسرائيلية بقيادة باروخ هاريل «بينكو» والمكونة من حوالي مائة جندي وست دبابات تيران 5 وثلاث ناقلات جند بي تي آر-50 على الساحل المصري في الساعة 3:37 صباح التاسع من سبتمبر، دون أن يكتشفها المصريون. بدأت القوة المدرعة بالتحرك بسرعة نحو الجنوب، مباشرة بعد إنزالها. بعدما أغلقت الطريق الضيق في وجه التعزيزات مصرية بزرع ألغام ومتفجرات طوّرتها وحدة «يفتاح» التابعة لسلاح المهندسين في نقطة بها جرف على جانبي الطريق. وعلى طول 70 كم، دمرت القوة المهاجمة خلال مسارها القواعد العسكرية، ومحطات الرادار البحرية والجوية، والعربات العسكرية والمدنية المتحركة على طول الطريق، بالإضافة إلى أبراج كهرباء وخيام.
أطلقت الدبابات النار على صخور الجرف قبل تحركها، حتى تقع على الطريق وذلك لمنع وصول التعزيزات المصرية من الشمال. ثم تحركت القوة بسرعة وبحلول الساعة 7:00 صباحاً هاجمت قاعدة خفر السواحل المصري في رأس أبو الدرج. حيث دمّرت المعسكر ومحطة الرادار البحرية وأمنت الموقع بحلول الساعة 07:17 صباحاً. ومنها، استمرت القوة بالتحرك تجاه الجنوب نحو معسكر للجيش في رأس الزعفرانة، حيث كانت تتمركز قيادة إقليمية لفرع الدفاع الجوي. وأثناء التقدم نحو الجنوب، تقابلت القوة مع موكب قائد قطاع البحر الأحمر ومحافظ المنطقة، اللواء حسن كامل محمد. الذي حاول إيقاف الدبابات ظناً منه أنها مصرية، لكن الدبابات دهسته في سيارته. طوٌقت الدبابات المنطقة من كلا الجانبينومن لاقتحام معسكر القيادة، ثم دخلت كلاً من قوة المشاة المرتكزة على الدبابات والقوة المحمولة في ناقلات الجنود المدرعة إلى المعسكر، فدمرت ثلاث ناقلات جنود مدرعة ونسفت عدة منشآت، من بينها محطة رادار جوية،(2) بإطلاق قذائف وعبوات ناسفة عليها من المدرعات.
لم تكن هناك ردة فعل مصرية أثناء العملية بعد استهداف الهدفين الرئيسيين في أبو الدرج والزعفرانة حيث لم تصل أي تعزيزات مصرية. وكان ذلك على ما يبدو نتيجة لنجاح عملية الخداع. ومع اقتراب نهاية العملية، رصدت القوة المدرعة الإسرائيلية قوة مدرعة مصرية عند الساحل، جنوب معسكر رأس الزعفرانة، لكنها لم تتلقى إذن بمهاجمتها، وفقاً لتعليمات رئيس الأركان الذي حظر الاشتباك مع القوات المدرعة المصرية إلا إذا وقعت القوة الإسرائيلية تحت خطر تهديد مباشر من الدبابات المصرية.
كان من ضمن قوة العملية المشتركة سرب طائرات سكاي هوك من السرب 109 «سرب الوادي»، لدعم القوات البرية، وتوفير غطاء جوي مستمر. حيث غادر تشكيلان من ثمان طائرات قاعدة رمات ديفيد في هذا الصباح، كُلفّ التشكيل الأول بضرب بطارية سام-2 والتشكيل الثاني بتقديم الدعم الجوي القريب للقوات المتقدمة. ونظراً لأن القوات الإسرائيلية لم تواجه سوى مقاومة ضئيلة، توجه التشكيل الثاني لمهاجمة موقع رادار مصري. لكن خلال الهجوم على هذا الموقع، أصيبت طائرة قائد السرب، حاجي رونين، بالنيران المضادة للطائرات في منطقة الحافر، وانقطع الاتصال معه.

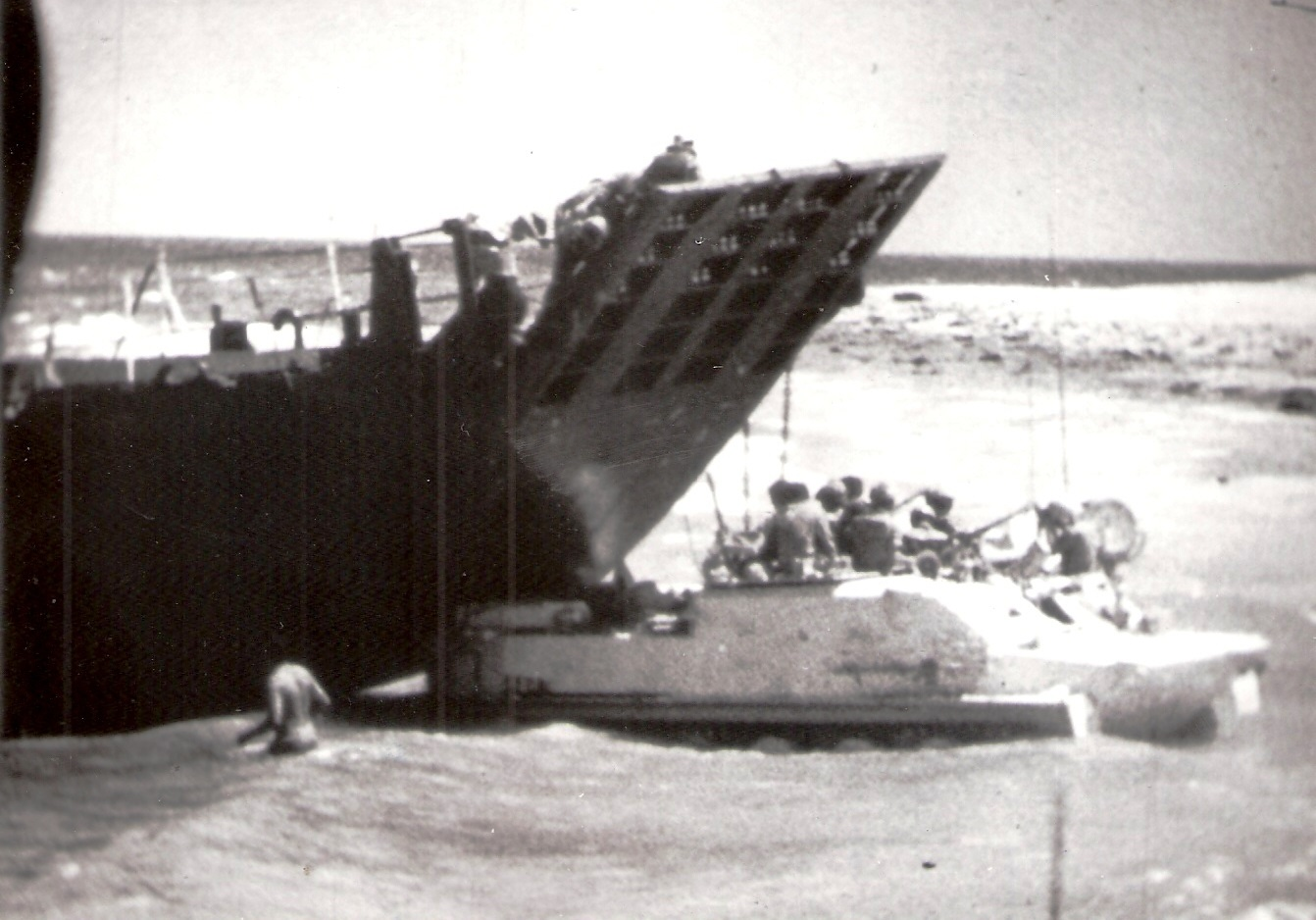
انسحاب القوات الإسرائيلية عقب انتهاء العملية

حاول رونين التوجه بالطائرة نحو سيناء ولكنه أجبر على التخلى عنها وسقطت الطائرة في خليج السويس. بينما شوهد رونين لآخر مرة وهو يهبط بمظلته في الماء ويبدو أن معدات الإنقاذ خاصته قد واجهت مشكلة ما واختفى في مياه الخليج. ولم تسفر عمليات البحث عنه عن شئ واُعتبر لاحقاً في عداد المفقودين.
قدمت مدفعية 130 ملم المنتشرة على الجانب الشرقي من خليج السويس مساعدة إضافية للقوة المهاجمة (أسرتها إسرائيل سابقاً في حرب 67). كما قامت مروحية إيروسباسيال ألويت 2 بإجلاء مصاب واحد وإحضار معدات لإصلاح جنزير إحدى الدبابات.
بعد حوالي 10 ساعات من العملية انسحبت القوة المدرعة إلى نقطة مختلفة عن نقطة الإنزال شمال الزعفرانة، جهزتها الوحدة 707 حيث نُقلت القوة المدرعة إلى أبو زنيمة على الشاطئ الشرقي من خليج السويس، بينما أجلت المروحيات جنود المشاة إلى رأس سدر.

## نتائج العملية

### الخسائر
الخسائر المصرية:
قُدٌرت الخسائر البشرية المصرية في العملية بنحو 100 إلى 150 قتيل، هناك تقدير آخر يرفع الرقم إلى 200 قتيل من الجنود وأفراد الشرطة، كما دُمّرت 70 مركبة من بينها ثلاث ناقلات جنود مصفحة. ومحطتي رادار و 12 نقطة عسكرية. ومع ذلك لا توجد أرقام رسمية حول الخسائر المصرية.
كان من بين القتلى محافظ البحر الأحمر اللواء حسن كامل الذي تعددت الروايات بشأن ظروف مقتله، منها أنه ظن أن الدبابات الإسرائيلية ما هي إلا دبابات مصرية توقف لتحيتها فأطلقت عليه وابلاً من النيران، فيما يدعي البعض أن الدبابات دهست سيارته وهو بداخلها، بينما تزعم رواية أُخرى أنه فرٌ مع سائقه من السيارة إلى الصحراء بعيداً عن منطقة القتال لكنهما فقدا سبيل العودة وعثر قصاصو الأثر على جثتيهما لاحقاً بعد يومين.
الخسائر السوفيتية:
خلال هذا اليوم، خسر الاتحاد السوفيتي اثنين من مستشاريه العسكريين لقوات الدفاع الجوي في مصر هما: العقيد كورنيف فاسيلي جريجورفيتش والرائد كاراسيف بافل جريجورفيتش، أحدهما كان متواجداً في منطقة الزعفرانة وقُتل خلال العملية.
الخسائر الإسرائيلية:
خلال العملية على الأرض لم تخسر القوة المهاجمة فرداً واحداً أو أي معدة عسكرية، أصيب فقط ضابط استخبارات عندما خرج من المركبة المدرعة لإحضار أي وثائق هامة قد يجدها في محطة الرادار البحرية في أبو الدرج. وخلال عملية إسكورت التمهيدية قُتل ثلاث أفراد من عناصر الكوماندوز البحري عندما انفجرت غواصتهم ذاتياً. بينما خسرت القوات الجوية طائرة سكاي هوك واحدة بفعل النيران الأرضية واعتُبرّ قائدها الرائد حاجاي رونين في عداد المفقودين.

### ردود الفعل
في إسرائيل:
اعتبرت إسرائيل، التي غطت العملية إعلامياً ونشرت تفاصيلها في الصحف الأجنبية والمحلية، نجاح العملية من أحد العوامل التي عززت التفوق الجوي للقوات الجوية الإسرائيلية في الساحة، والتي كان معروف أنها ذات أهمية تكتيكية ومعنوية. كما ساعد نجاح العملية أيضاً في تحديد مفهوم الجيش الإسرائيلي حول الميزة الساحقة للقوات البرية الإسرائيلية على الأرض المصرية، وهذا ما ستستفيد منه لاحقاً في حرب أكتوبر بعد عبور ثغرة الدفرسوار.
وصفت الصحافة الإسرائيلية العملية بأنها «غزو مصر» و«حرب العشر ساعات» حيث أنها غطت مساحة 45 كم من الأرض في قرابة عشر ساعات واعتبرت أول هجوم بري إسرائيلي كبير على أراض مصرية بعد حرب 67. أعرب رئيس الأركان حاييم بارليف عن سروره بالعملية في خطاب أرسله إلى المشاركين في العملية، 12 سبتمبر 1969:
| إن عملية «رافيف» هي الأولى من نوعها لجيش الدفاع الإسرائيلي وبالرغم من غياب الخبرة لمثل هذه العمليات والتعقيدات الكثيرة التي انطوى عليها الأمر، فقد نُفذّت العملية من البداية إلى النهاية دون العقبات التي عادة ما تصاحب مثل هذه العمليات. |
| —رئيس الأركان حاييم بارليف، 12 سبتمبر 1969 |

وبالرغم من اعتقاده أن العملية أنهكت القوات المصرية، اعترف حاييم بارليف أنها لن تنهي حرب الاستنزاف.
في مصر:
نشرت الصحافة الأجنبية عن العملية ونتائجها، بينما لم تكن القيادة المصرية على علم بها بعد، لأن القيادات المحلية لم تبلغ عن العملية فور حدوثها. وفي الساعة 4:00 بعد الظهر أذاع راديو القاهرة أخباراً غير دقيقة عن العملية، ذكر فيها أنباء عن صد هجوم إسرائيلي على ساحل البحر الأحمر وتكبيد الإسرائيليين خسائر فادحة أجبرتهم على الانسحاب من بينها إسقاط ثلاث طائرات. في حين تصف بعض المصادر المصرية العملية بأنها عملية دعائية (شأن كل العمليات الإسرائيلية) التي صورتها إسرائيل لأهداف معنوية إلا إنها تتجنب في نفس الوقت ذكر الخسائر المصرية.
هذه «العملية الدعائية» كما توصف تسببت في أزمة قلبية للرئيس جمال عبد الناصر عندما علم بها، والذي أقال قيادات كبيرة في الجيش بسببها، على رأسها رئيس الأركان، الفريق أحمد إسماعيل علي وقائد القوات البحرية فؤاد ذكري وقيادات منطقة البحر الأحمر.
جاء عزل أحمد إسماعيل لمخالفته أوامر عبد الناصر الذي طلب منه التوجه إلى مكان العملية ومتابعتها بنفسه إلا أنه توجه إلى مكتبه بالقاهرة معتبراً أن متابعتها من هناك أمراً كافياً، بينما عُزل اللواء البحري فؤاد أبو ذكري لعدم اعتراض القوات البحرية المصرية لسفن الإنزال الإسرائيلية. جدير بالذكر أن الرئيس السادات قام بتعيين أحمد إسماعيل كمدير للمخابرات العامة أولاً ثم وزيراً للحربية في 1972 وفي نفس العام أعاد فؤاد أبو ذكري إلى نفس منصبه الذي استمر فيه حتى نوفمبر 1976، كما عَيّنه نائب وزير الحربية من 12 فبراير 1972 إلى 29 أكتوبر 1973.
رداً على العملية، في 11 سبتمبر، شنِ الطيران المصري غارات مكثفة بعدد 60 إلى 102 طائرة على المواقع الإسرائيلية في سيناء. وخلال هذا الهجوم، أُسقطّت طائرة واحدة طراز ميج-17 بواسطة الدفاعات الجوية الإسرائيلية، بينما تزعم القوات الجوية الإسرائيلية تدمير 5 طائرات ميج-21 وطائرتين سوخوي-7 (مصادر أخرى ترفع الرقم إلى 11 طائرة) بينما خسر الطيران الإسرائيلي طائرة ميراج واحدة أسقطها الرائد فوزي سلامة. ووقع قائدها، غيورا روم، في الأسر. بينما ادّعت مصر تدميرها لثلاث طائرات إسرائيلية.

## معرض الصور

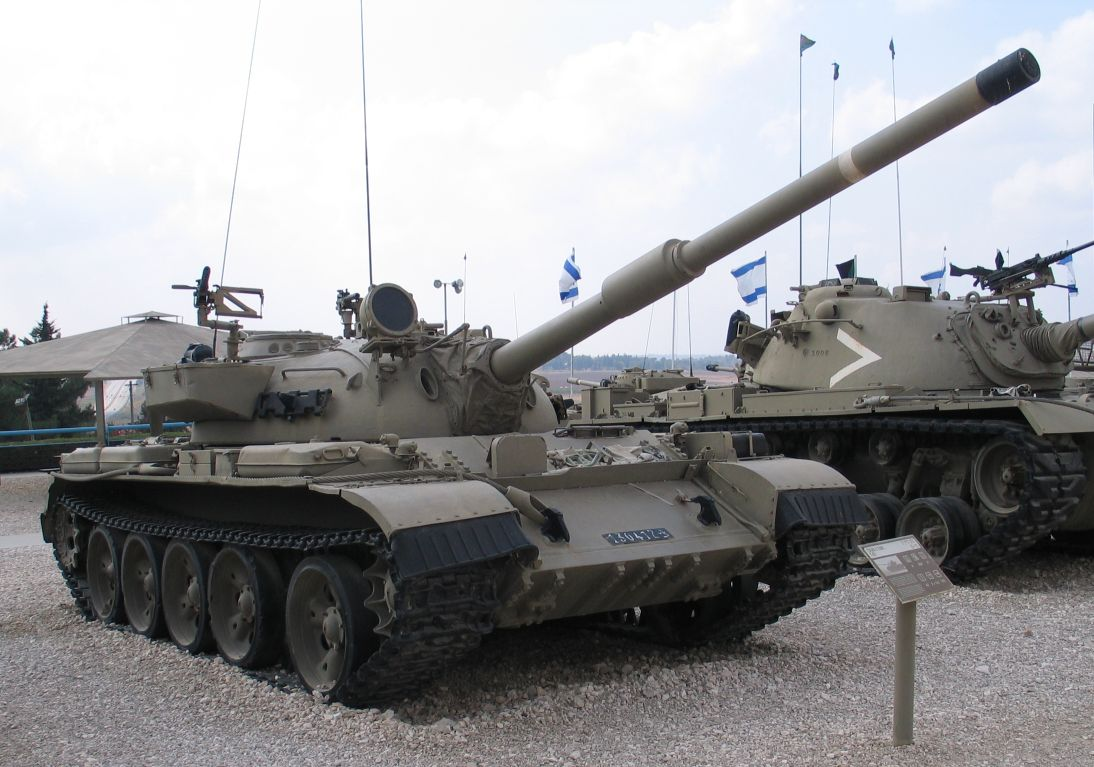
دبابة تي-55 (تيران-5)، بمتحف الدبابات ياد لا شيريون، اللطرون
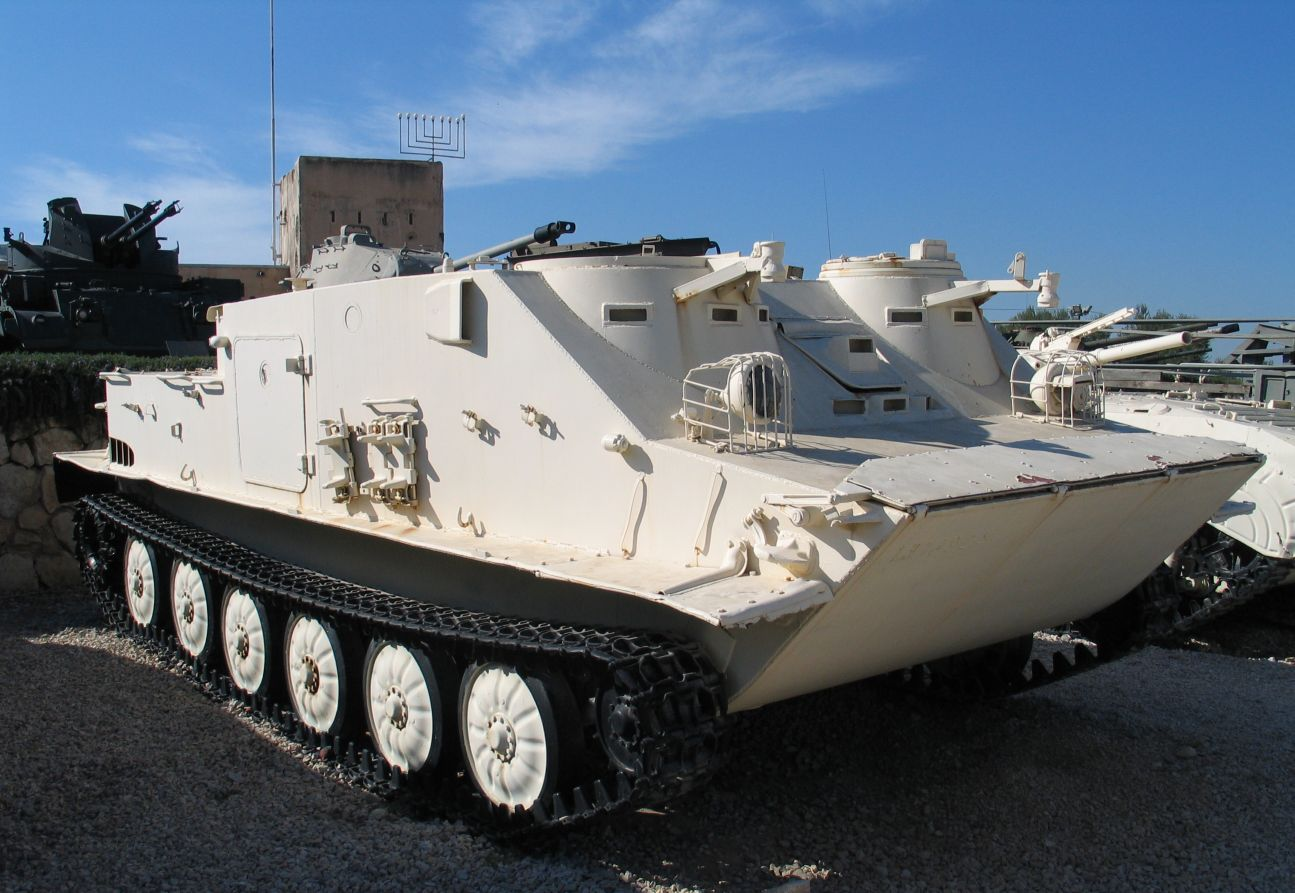
ناقلة الجنود المدرعة بي تي آر-50 موجودة بمتحف الدبابات ياد لا شيريون، اللطرون.
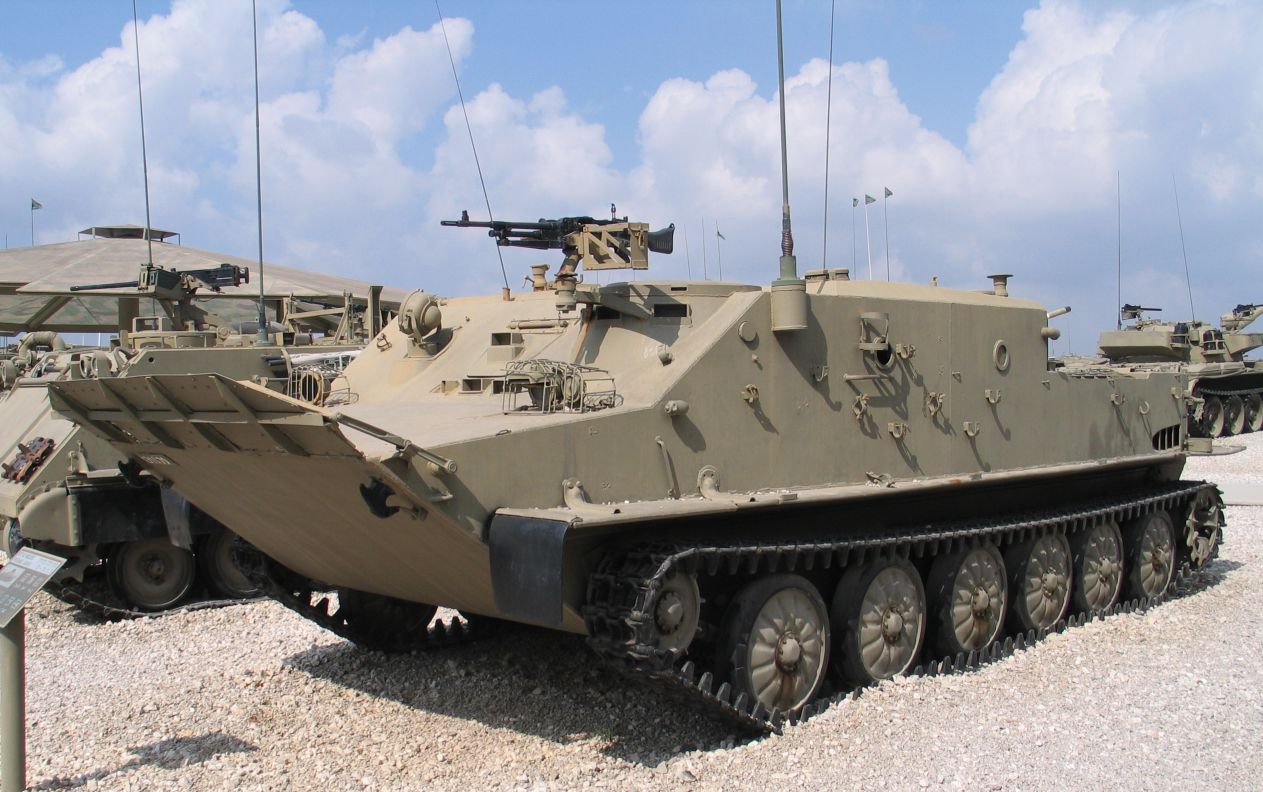
بي تي آر-50 وهي من سلسلة مركبات (TOPAZ) التي يسميها المصريون توبازه، من مخلفات حرب 67، متحف الدبابات ياد لا شيريون، اللطرون
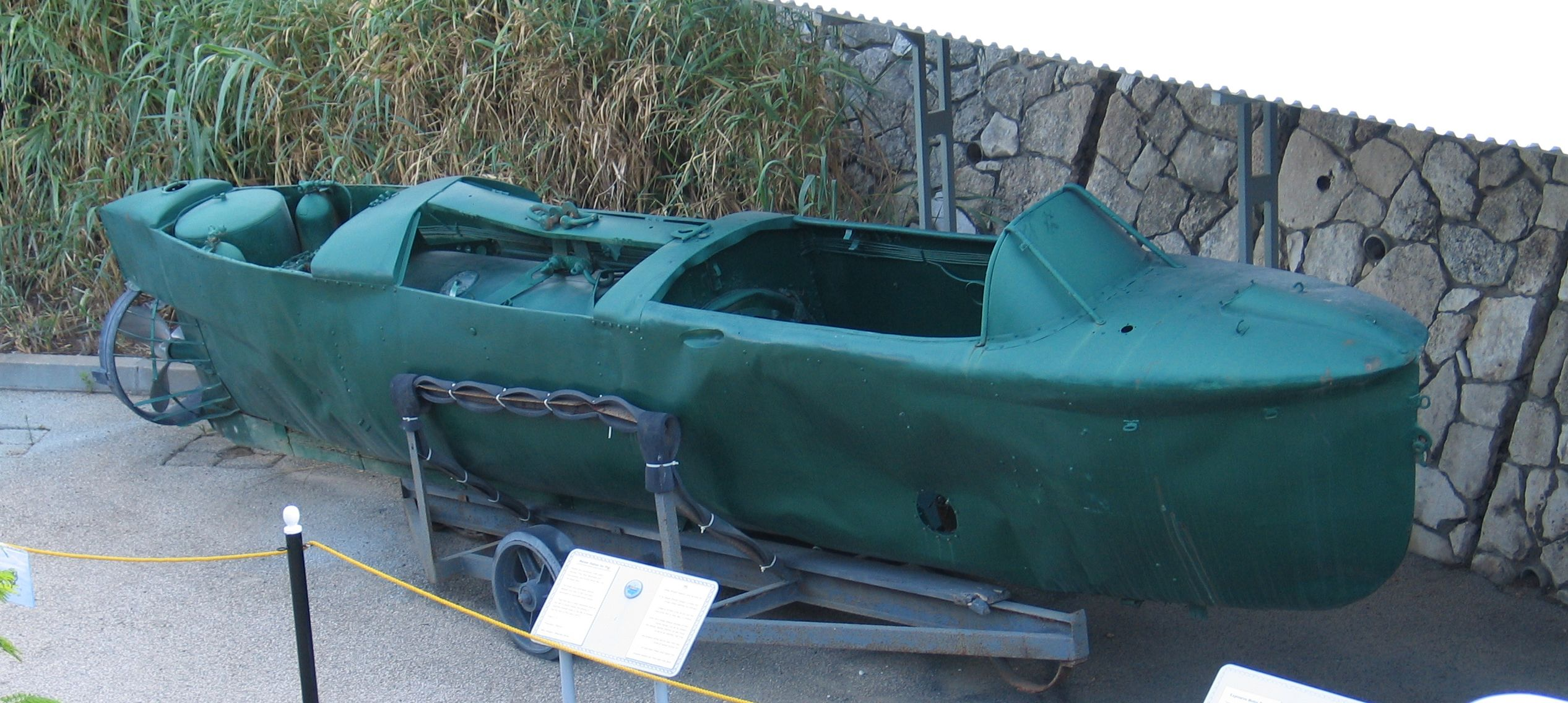
غواصة إسرائيلية من فئة مايالي الإيطالية، ممائلة لتلك المستخدمة في عملية إسكورت
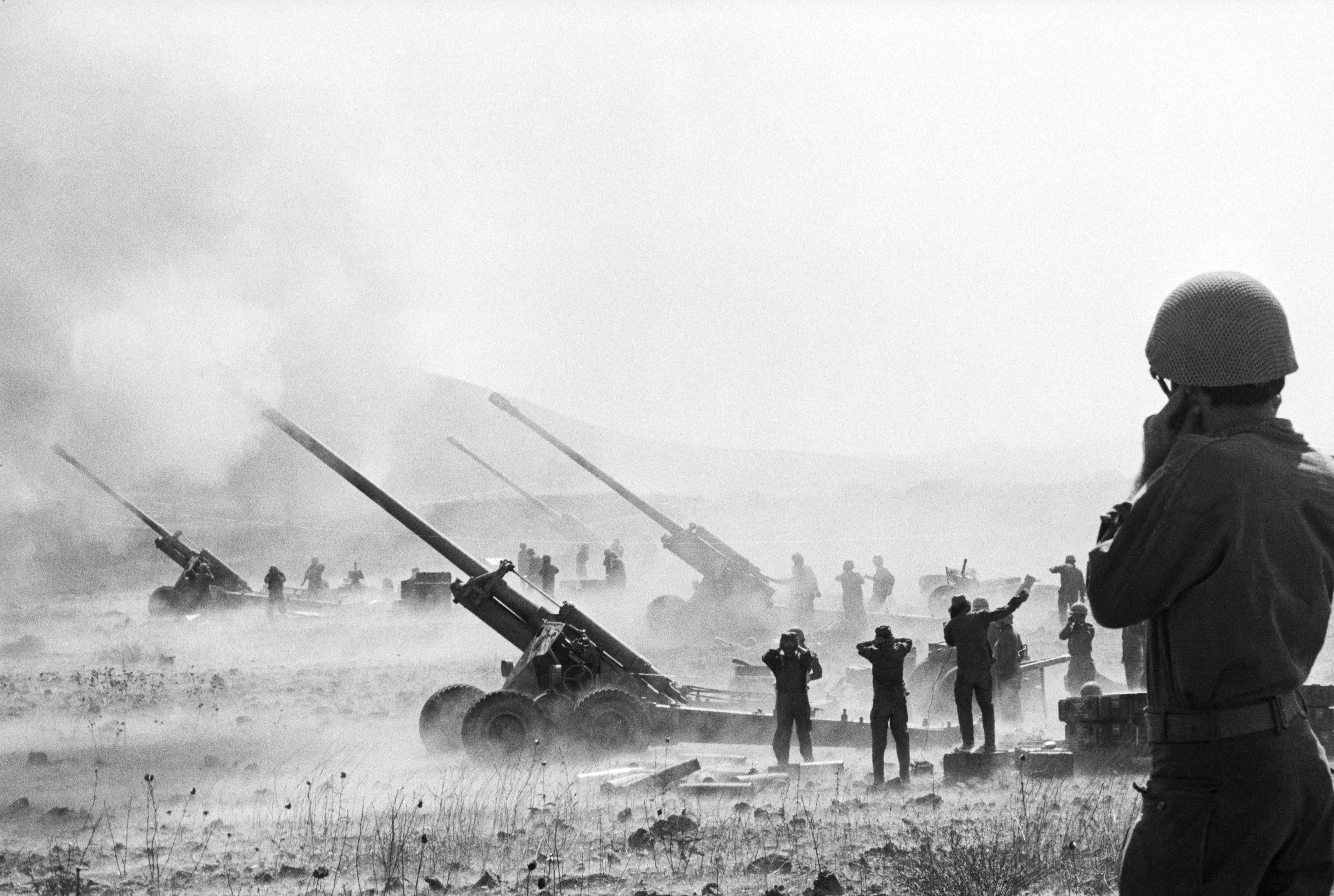
مدفعية 130 ملم إسرائيلية خلال معارك الجولان 1973، استولت إسرائيل على حوالي 100 قطعة منها واستخدمتها خلال حرب الاستنزاف وأكتوبر.
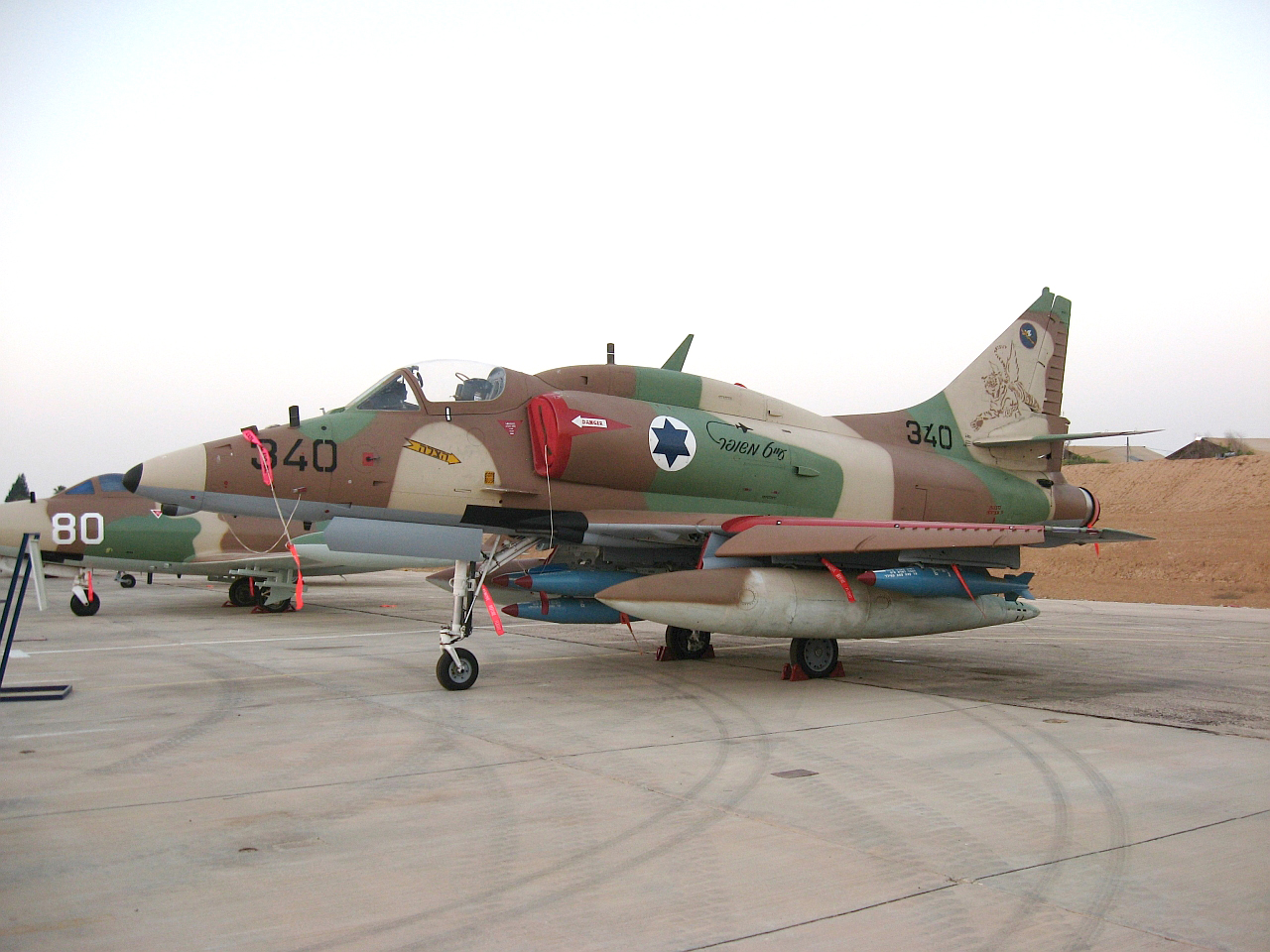
قدمت طائرات سكاي هوك الدعم والإسناد الجوي خلال العملية
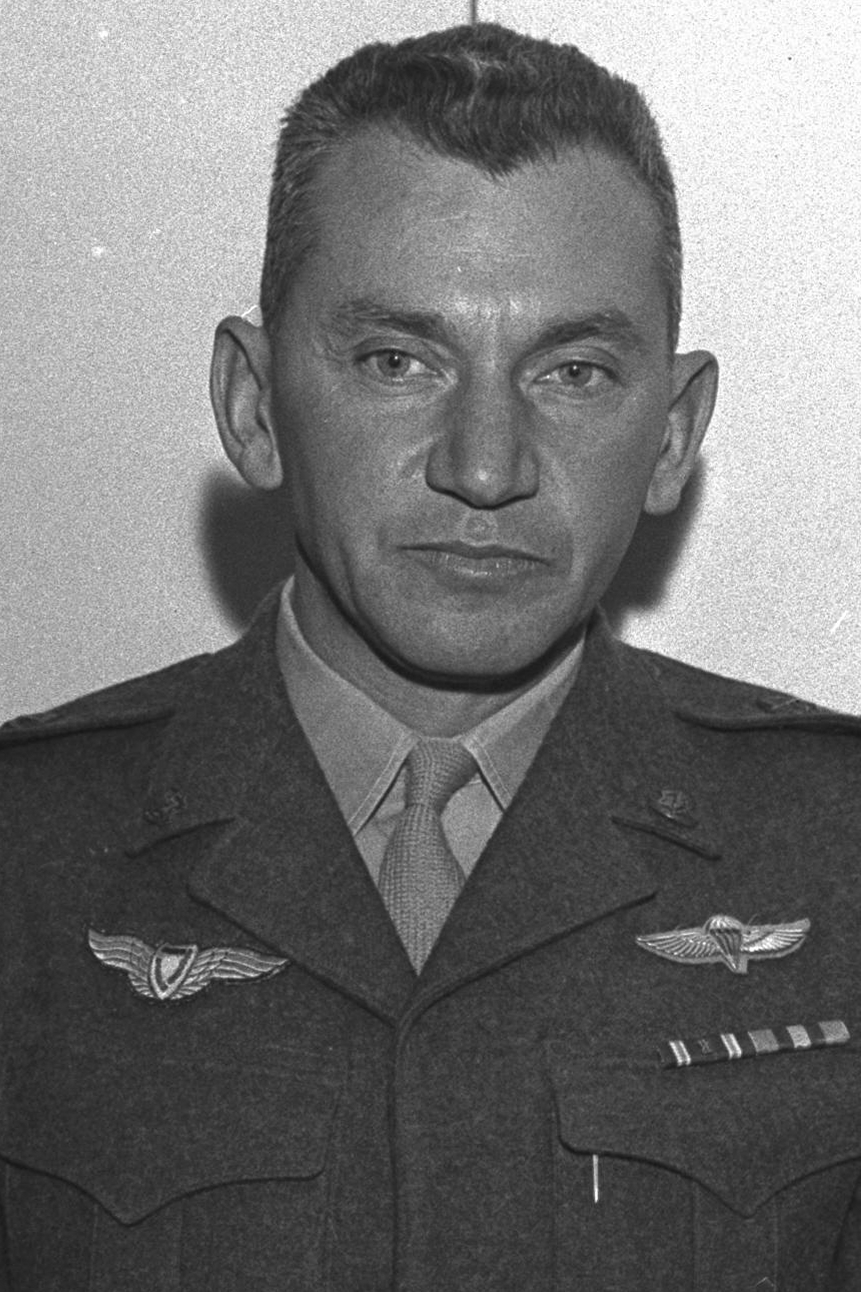
رئيس الأركان الإسرائيلي حاييم بارليف
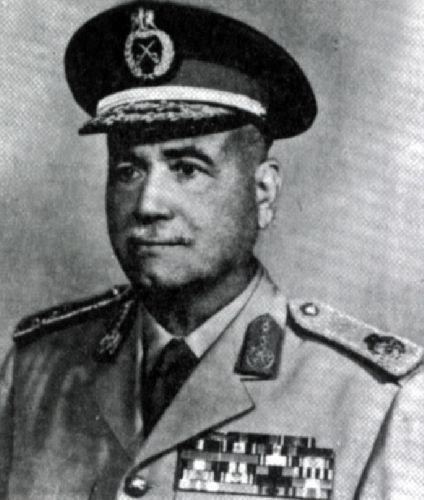
رئيس الأركان المصري أحمد إسماعيل
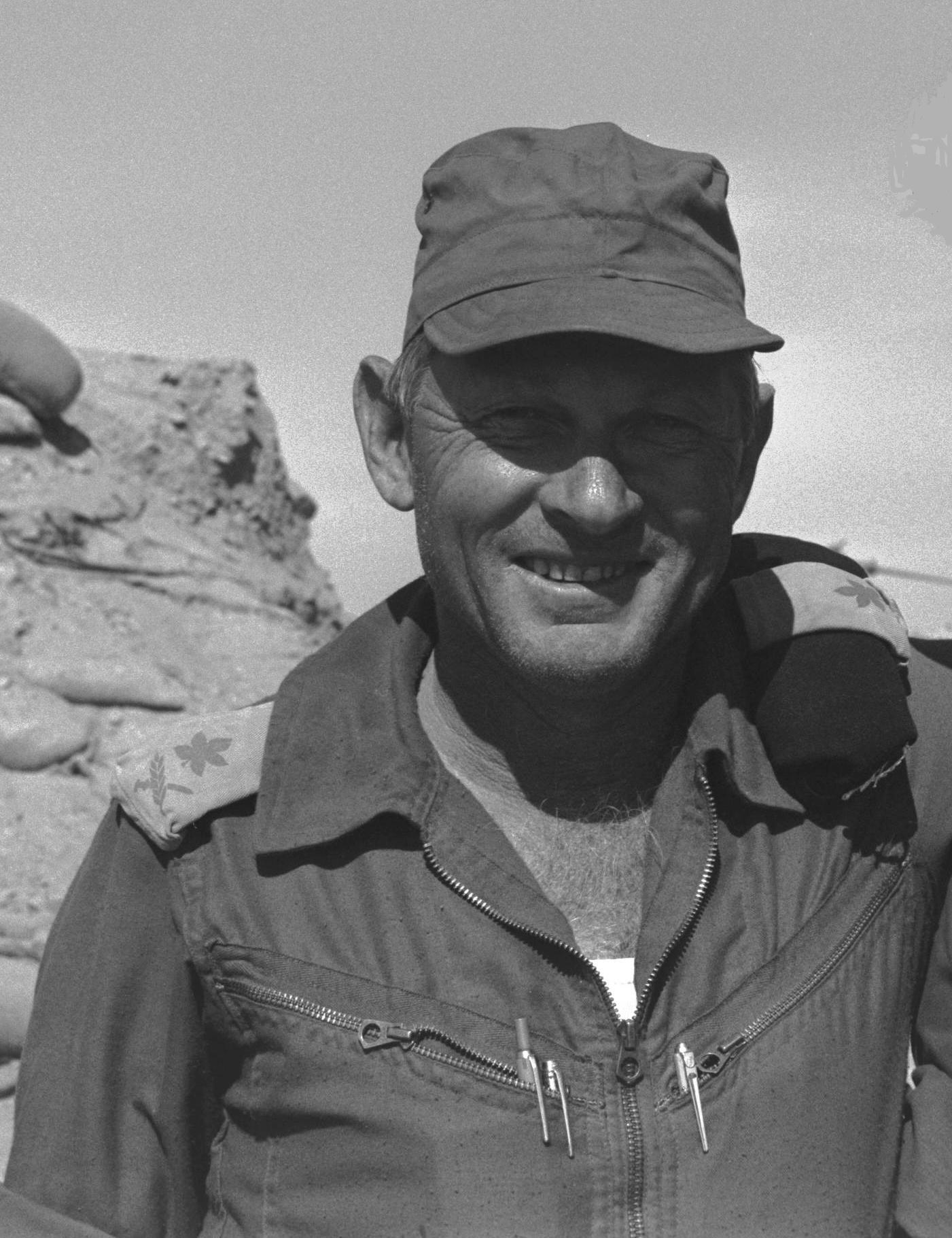
الجنرال أبراهام أدان
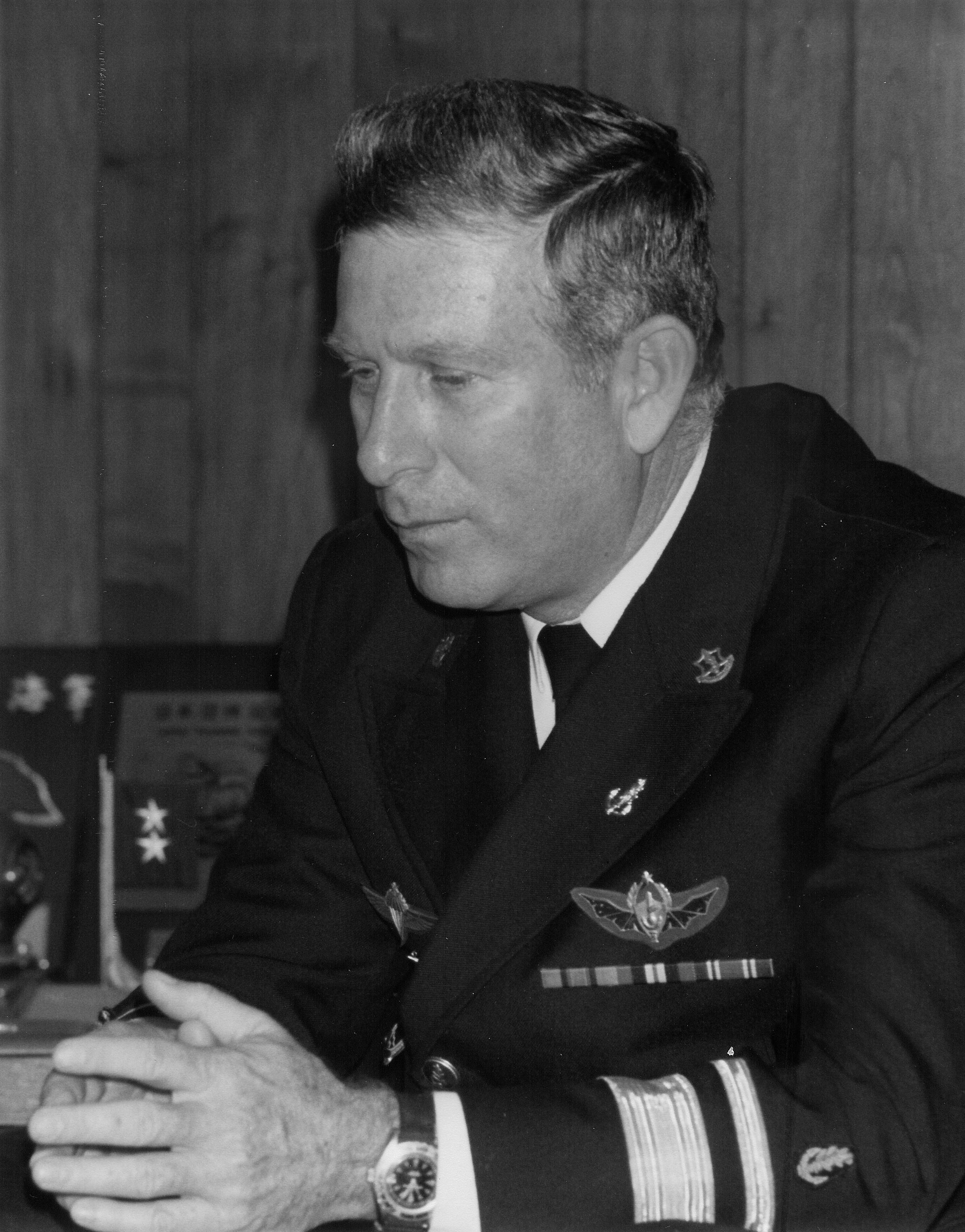
زئيف ألموغ (أفروتسكي) قائد الكوماندوز البحري «شايطيت 13»
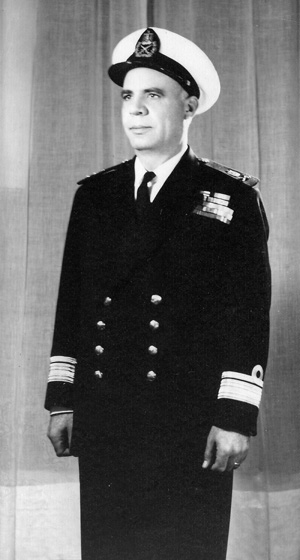
قائد القوات البحرية المصرية فؤاد محمد أبو ذكري، 1969

## الهوامش
1. تشير بعض المصادر المصرية إلى أن سبب استهداف سفن الإنزال والنقل الإسرائيلية بات شيفع وبات يام في ميناء إيلات يرجع إلى مشاركتهما في عملية الزعفرانة لكن السفينتان لم تشتركا فيها وسفن الإنزال الإسرائيلية المشتركة كانت: عصيون جابر (עציון גבר)، قيصرية (קיסריה) وشيكمونا (שקמונה).
2. بعض المواقع المصرية تخلط بين عملية استيلاء إسرائيل على رادار متطور من نوع بي-12 خلال عملية روستر وعملية الزعفرانة التي دمرت فيها إسرائيل محطتي رادار لكنها لم تستولي على أي رادار.